# Leinendera rubra
Leinendera rubra là một loài ruồi trong họ Asilidae. Leinendera rubra được Carrera miêu tả năm 1945. Loài này phân bố ở vùng Tân nhiệt đới.